# Retipenna burmana
Retipenna burmana är en insektsart som beskrevs av Brooks 1986. Retipenna burmana ingår i släktet Retipenna och familjen guldögonsländor. Inga underarter finns listade i Catalogue of Life.